# Muscle-up

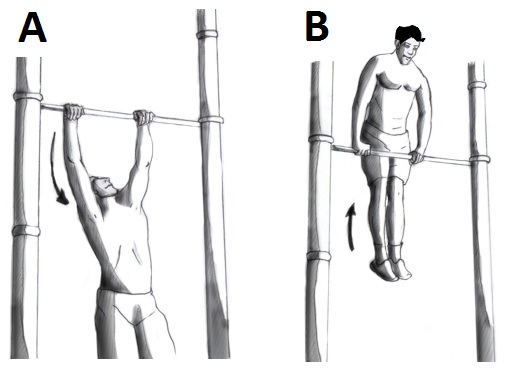
Muscle-up

Ablauf

Ein Muscle-up (auch Zugstemme oder Durchzug) ist eine sportliche Eigengewichtübung zur Kräftigung der Muskeln. 

## Beschreibung
Die Zugstemme ist eine Kombination aus mehreren Kraftübungen und teilt sich in die folgenden 3 Abläufe:
1. Klimmzug
2. Umgreifen
3. Barrenstütz

Die Übung kann an Turnringen, an Parallelbarren bzw. an zwei nebeneinander stehenden Pfosten und an Recks ausgeführt werden.

## Beteiligte Muskeln
Die Übung beansprucht zahlreiche Muskeln und Muskelgruppen. Vor allem sind dies die Brust- und Armmuskeln, wie auch die Rückenmuskulatur. (Musculus latissimus dorsi und Musculus biceps brachii beim Klimmzug, Musculus triceps brachii beim Dip.)

## Weltrekorde
- Meiste aufeinanderfolgende Muscle-ups an der Stange: 45 Muscle-ups durch Xiao Lin (China), 2023.[1]

- Meiste aufeinanderfolgende Muscle-ups an den Ringen: 20 Muscle-ups durch Simen Solberg Uriansrud (Norwegen), 2021.[2]